# Neutralité italienne
La neutralité italienne de 1914 à 1915 est la politique menée par le gouvernement italien, dirigé par Antonio Salandra, au cours de la période entre l'ultimatum autrichien du 23 juillet 1914 à l'encontre de la Serbie et la déclaration de guerre de l'Italie à l'Autriche-Hongrie, le 23 mai 1915.

## Le gouvernement Salandra
À Rome, le gouvernement est dirigé par Antonio Salandra depuis le 21 mars 1914. Conscient de son inexpérience en matière de politique étrangère, Salandra fait entrer dans son gouvernement, comme ministre des Affaires étrangères, l'un des experts diplomatiques italiens, le marquis de San Giuliano. Victor-Emmanuel III, depuis son couronnement, a laissé gérer les affaires de l'État par les gouvernements. Le marquis de San Giuliano est donc l'instigateur de la politique étrangère italienne au cours des mois qui suivent sa nomination.
Le gouvernement Salandra succède au gouvernement Giolitti en réaction à la forte croissante de la gauche révolutionnaire et Salandra conserve pour lui-même le ministère de l'Intérieur. Les ligues de paysans d'Émilie et de Romagne s'insurgent lors de la « Semaine rouge » en juin 1914. Salandra agit avec fermeté et prudence afin de maintenir de l'ordre, ce qui va sceller la défaite des socialistes aux élections locales de juin-juillet.
Le 28 juin, tandis que le monde politique italien se partage autour des questions de politiques intérieures, la nouvelle de l'attentat contre l'héritier de la couronne autrichienne arrive de Sarajevo. Celle-ci est accueillie sans inquiétude particulière et même avec un certain soulagement, car  l'archiduc François-Ferdinand, neveu de François-Joseph Ier, est considéré comme étant hostile à l'Italie et sa prochaine succession au trône autrichien est considérée, par les Italiens, comme une menace potentielle de leurs intérêts.
François-Ferdinand contribue par sa mort prématurée à encourager les « décisionnistes » de Vienne à résoudre une fois pour toutes, l'épineux problème que constitue Belgrade pour le gouvernement autrichien.

## L’ultimatum autrichien à la Serbie
Rome est donc surprise, le 23 juillet, par l'annonce de l'envoi d'un ultimatum de l'Autriche-Hongrie  à la Serbie. Il en est de même de l'ensemble de l'Europe qui juge l'ultimatum sévère car il n'admet pas de réponses. Son acceptation aurait signifiée, pour la Serbie, une capitulation sans combattre.
Salandra et, en particulier, San Giuliano, savent bien que la Russie et l'Autriche-Hongrie ont tous deux des ambitions dans les Balkans et ce, bien avant l'attentat de Sarajevo. En 1909 Vienne, par un premier ultimatum à Belgrade, avait pris par surprise Saint-Pétersbourg sortie épuisée de la guerre russo-japonaise, obtenant la reconnaissance de l'annexion de la Bosnie-Herzégovine à la couronne d'Autriche ce que la Serbie avait, jusqu'alors, refusé. En avril 1913 durant la première guerre balkanique, Belgrade avait reçu un deuxième ultimatum pour se voir empêcher l'invasion des territoires turcs destinés à constituer, à terme, le royaume de l'Albanie. En juillet de cette même année 1913, au cours de la deuxième guerre balkanique, Vienne avait songé intervenir pour soutenir la Bulgarie, afin d'empêcher que la Macédoine lui soit enlevée.
L'Italie et l'Autriche-Hongrie sont liées par un traité, la Triplice, qui prévoit, entre autres choses, une obligation d'information réciproque sur leurs initiatives diplomatiques. Ceci permet à l'Italie, comme le rappelle Benedetto Croce de s'opposer, à deux reprises, à des actions militaires autrichiennes contre la Serbie. Mais la troisième fois, Vienne agit sans consulter, ni même informer, le gouvernement italien et, de ce fait, elle viole le contenu du pacte. Vienne décide de s'engager dans une aventure dangereuse ayant obtenu le consentement de l'Empire allemand, le troisième allié, et elle n'a pas l'intention d'être entravée par qui que ce soit.
Pour François-Joseph et ses ministres, il est clair que l'action contre la Serbie est contraire aux intérêts italiens en raison de l'équilibre dans les Balkans. Si, dans ces premières phases menant à l'affrontement militaire, le gouvernement italien avait exprimé son soutien, Vienne, tôt ou tard, aurait affirmé avoir obtenu le consentement préalable du gouvernement italien ou de l'ambassadeur ou toute autre autorité représentative et, par conséquent, elle n'aurait pas été tenue de négocier avec Rome des compensations territoriales aussi Rome s'en garde bien. L'Autriche-Hongrie ne demande pas le consentement de l'Italie et s'engage sans chercher à interpréter le traité de la Triplice. Elle se limitera après l'entrée en guerre de l'Italie aux côtés de la France et la Grande-Bretagne (mai 1915), à l'accuser de « trahison ».
Le fait que Vienne ne cherche pas à s'assurer le soutien de Rome, ou au moins sa « bienveillante neutralité », montre qu'elle place ses espoirs dans la neutralité de la Russie et il en est de même pour Berlin. Belgrade, au cours des cinq années précédentes, a déjà accepté deux ultimatums autrichiens et on ne voit pas pourquoi elle n'en aurait pas accepté un troisième. Des centaines de milliers d'hommes sont immédiatement envoyés contre la Serbie afin de l'occuper rapidement et de rediriger une grande partie des troupes vers la Russie dont on ne veut croire à l'entrée en guerre jusqu'au dernier jour. La Serbie est effectivement occupée un an plus tard  avec la participation déterminante de la Bulgarie.

## L'élargissement du conflit à la Russie, l'Allemagne et la France
Les espoirs autrichiens d'un conflit local s'évanouissent rapidement avec la mobilisation générale en Russie, le 30 juillet 1914, et avec la mobilisation totale de l'Autriche-Hongrie, le 31 juillet. Le 1er août, l'Allemagne déclare la guerre à la Russie, le 3 août à la France. Le 3 août, l'Allemagne envahit la Belgique, neutre, ce qui entraine le Royaume-Uni.
Saint-Pétersbourg est intervenue afin de défendre la Serbie dont l'Autriche-Hongrie est l'agresseur. L'Italie, donc, n'est pas tenue d'intervenir dans le conflit, le traité de la Triplice ne prévoyant une intervention qu'en cas de  guerre défensive non causée par un membre de l'alliance. Salandra et le marquis de San Giuliano se comportent en conséquence, et le 2 août 1914, ils déclarent la neutralité du royaume d'Italie.
Vienne et Berlin doivent donc combattre sans l'allié italien.

## Le dilemme stratégique italien
Début août, Rome assiste aux événements et évalue quatre options possibles:
1. La première consiste à une entrée dans le conflit aux côtés de Vienne et de Berlin. Il est clair que, après une éventuelle victoire, l'Italie aurait difficilement obtenue des compensations. Salandra dit qu'il serait devenu le « premier vassal de l'Empire »[1]. L'absence de notification de l'ultimatum autrichien à la Serbie est là pour le prouver. La question de la collaboration des deux alliés est de la plus grande importance, l'Italie dépend entièrement de l'étranger en matière de, par exemple, 90 % du charbon est importé du Royaume-Uni et il aurait été nécessaire d'obtenir des garanties de Vienne et de Berlin[2].
2. La deuxième option consiste à rester neutre. Cette attitude présente un risque important en cas de victoire allemande sur le font français ce que l'avancée de von Moltke lors de (bataille de la Marne, 6 - 9 septembre) a failli rendre possible et ce que San Giuliano craint. Le risque est énorme, car, au mieux, Vienne aurait conservé Trente et Trieste et imposé leur hégémonie sur les Balkans, mettant fin, pour l'Italie, à toute possibilité d'expansion des activités commerciales et militaires. Dans le pire des cas, l'Italie aurait eu à subir la «vengeance» autrichienne, ainsi s'exprime Luigi Cadorna.
3. Le troisième option consiste en une neutralité négociée avec Vienne : les conséquences pratiques ne diffèrent pas d'une neutralité non négociée, mais, au moins, l'Italie obtiendrait le Trentin et peut-être quelque chose de plus, et dans tous les cas, un traité à faire valoir en cas de victoire allemande.
4. Le quatrième, enfin, serait le renversement des alliances et l'entrée en guerre aux côtés de la Triple-Entente. Toutefois, elle est soumise à un échec des négociations avec Vienne. Si celle-ci ne lui accordait même pas le Trentin, il faudrait évaluer ce que pourrait proposer la France, la Russie et le Royaume-Uni.

Avant de prendre une quelconque décision, le gouvernement italien doit négocier en commençant par Vienne afin d'évoquer les compensations d'une occupation autrichienne de la Serbie.

## La réaction italienne à l'invasion autrichienne de la Serbie
Agissant en conséquence, San Giuliano ne dénonce pas la Triplice, en regrettant la violation des accords ; il réclame à Vienne et à Berlin l'application de l'article 7, dans lequel il est précisé que si l'Autriche ou l'Italie venaient à occuper des territoires dans les Balkans, l'occupation ne devrait avoir lieu qu'après un accord préalable de l'autre puissance de manière à la compenser. Et ce à condition que recevoir une telle indemnisation ne donne pas lieu à un casus fœderis, c'est-à-dire n'oblige pas la puissance qui a reçu la compensation à participer au conflit.
Cet article n'était pas présent dans la première négociation du traité (20 février 1887), mais il a été ajouté à la demande expresse du ministre italien des Affaires étrangères di Robilant afin d'éviter que l'Italie subisse de nouveaux élargissements de l'Autriche dans les Balkans. 
Pour comprendre la détermination du gouvernement italien, il convient de noter qu'en 1914 réapparaissent tous les grands dossiers diplomatiques qui ont occupé les deux pays depuis 1866: en 1875, François-Joseph venu à Venise rencontrer Victor-Emmanuel II a exclu toute discussion à propos de Trieste mais admis que pour Trente, le moment pourrait être venu que l'Autriche, en raison de son élargissement vers une autre direction, la cède amicalement (en 1910 les sujets italiens ne sont officiellement que 768 422, soit à peine 1,5 % des 51 390 223 Austro-Hongrois). Entre le 29 juillet et le 20 octobre 1878, Vienne commence l'occupation de la Bosnie-Herzégovine et en 1909 elle l'annexe sans que Rome ne reçoive de compensation. Les Autrichiens se permettent même de se moquer des Italiens en faisant valoir que « l'occupation des Balkans était simplement une charge que l'Autriche prenait à son compte au service de la paix européenne. » Rome, en 1914, bénéficie d'une toute autre position de force et entend en tirer parti.  
Un autre point concerne la sincérité des intentions italiennes. Au milieu des sept mois qui vont de l'ultimatum à la Serbie au pacte de Londres, un signal fort est donné par le fait que lorsque San Giuliano meurt, le 16 octobre 1914, il est remplacé par Sidney Sonnino, pratiquement le seul politicien italien favorable en août-septembre à une intervention aux côtés de Vienne et de Berlin. Il recherche un accord avec Vienne qui permettrait le maintien de la neutralité italienne, même Benedetto Croce est convaincu du sérieux des intentions italiennes et dit «il faut conduire les négociations pour un éventuel accord ... afin de s'assurer que la guerre est vraiment inévitable».
Les deux mouvements d'opposition, assez représentatifs bien que minoritaires, sont résolument opposés à une intervention, les socialistes parce qu'ils sont alignés sur les positions de la gauche maximaliste (à la différence de leurs homologues allemands) et les catholiques qui suivent la ligne du Vatican qui ne peut pas encourager une action hostile contre la dernière grande puissance catholique, l'Autriche-Hongrie, qui a toujours proposé ses services pour la défense et la propagation de la foi. Mais l'armée est même allée plus loin, comme en témoigne la note par laquelle le 31 juillet le chef d'état-major italien Luigi Cadorna annonce à Salandra  son intention d'envoyer non pas trois, comme le requiert la Triplice, mais cinq corps d'armée sur le front du Rhin pour soutenir l'offensive allemande contre la France, tandis que le général Garrioni à Tripoli a établi ses plans pour l'invasion de la Tunisie.

## Le premier round des négociations
San Giuliano présente sa position à Vienne et à Berlin à partir du mois d'août. Il ne s'agit pas de propositions formelles, notamment parce que Vienne déclare qu'elle n'accepte aucune discussion sur quelques compensations que ce soit si l'Italie n'entre pas d'abord en guerre. Ainsi, Rome doit considérer la déclaration de guerre russe à l'Autriche-Hongrie comme un casus foederis. Cette position est contraire au traité mais présente l'avantage, si évidente pour Vienne, de garder l'Italie à l'écart du conflit, ce qui ne peut s'expliquer que par l'espoir de Vienne de résoudre rapidement et à son profit le conflit. 
Il ne s'agit pas d'une erreur de calcul, comme le montrent les grandes victoires allemandes sur les Russes à Tannenberg (26-30 août 1914) et des lacs de Mazurie (5-15 septembre 1914), et le succès de l'avancée allemande par la Belgique et le nord de la France. La victoire française de la  bataille de la Marne (6-9 septembre) sauve Paris et repousse les envahisseurs de plusieurs dizaines de kilomètres, puis elle est suivie de l'échec allemand de la course à la mer (Première bataille d'Ypres, 10-11 novembre).
San Giuliano en conclut que la guerre va être longue et que Rome bénéficie du temps nécessaire pour obtenir de Vienne ce qu'elle souhaite, et pour préparer l'armée suivant ses besoins.

## La mauvaise préparation de l’armée
Quelle que soit la décision que le gouvernement prenne parmi les options disponibles, à court terme l’armée italienne n'est pas en mesure d'entrer dans le conflit.
L’Italie a combattu lors de la troisième guerre d’indépendance en position de supériorité sur l’armée autrichienne uniquement parce que plus de la moitié de celle-ci était employée en Bohême contre les Prussiens.
Depuis 1910, l’Autriche-Hongrie a lancé un vaste programme de réarmement qui rend évident l'état d'infériorité de l'armée italienne, laquelle est aggravée par la forme défavorable des frontières de la Vénétie qui laissent aux Autrichiens le contrôle de la plus grande part des Préalpes italiennes face à la plaine vénitienne. L’Italie tente de remédier à ce problème par un programme de fortifications jamais achevé par les généraux se succédant à la tête de l’état-major, Enrico Cosenz et Alberto Pollio principalement. Il faut ajouter l’Érythrée, à partir de 1912 les moyens engagés lors de la guerre italo-turque et la campagne de « pacification » de la Libye, où la guérilla arabo-turque est loin d’être matée: 60 000 hommes y sont stationnés en plus des 20 000 en Érythrée et en Somalie.
Le nouveau chef d’état-major, Luigi Cadorna, nommé seulement le 27 juillet 1914, un mois après la mort par crise cardiaque de son prédécesseur Alberto Pollio, dénonce le manque absolu d’équipements hivernaux, l’absence de grenades à main, la pénurie de véhicules, de mitrailleuses, d’artillerie. La mobilisation générale aurait exigée la formation d’au moins 14 000 officiers, pas encore recrutés. La situation de la flotte semble meilleure mais seulement dans le cas d'un conflit avec l’Autriche-Hongrie, car, au cours de ces années, aucune puissance maritime ne peut concurrencer la flotte britannique.
La situation est bien connue de la classe dirigeante. Giovanni Giolitti exprime jusqu’à la veille de l’entrée en guerre sa préoccupation de poursuivre jusqu’aux limites les négociations avec Vienne et Berlin, utiles ou inutiles. Sa principale objection est constituée par l’état de préparation de l’armée qu’il juge insuffisant. Il a également acquis un profond scepticisme au cours de la guerre italo-turque pour laquelle son gouvernement n’a pas lésiné sur les moyens. Alors il aurait se serait exclamé: « mais quelle guerre ! Nous n’avons même pas un général qui vaille une lire! ». Antonio Salandra et Luigi Cadorna, quant à eux, n’hésitent pas à fournir les approvisionnements nécessaires et font tout leur possible, mais comme le montreront les premières années de la guerre, cela s’avèrera insuffisant.

## L'entrée en guerre de la Turquie et l'occupation italienne de Vlora
Pendant ce temps, les évènements se précipitent, le 29 octobre, la Turquie entre en guerre aux côtés de l'Allemagne et de l'Autriche-Hongrie. Il s'agit d'un évènement décisif pour éclairer les marges réelles de négociations de l'Italie au sens de l'important article 7. Lors des années précédentes, en fait, Vienne a plusieurs fois imaginé de compenser les prétentions italiennes sur Trente et Trieste par de vagues propositions au  Moyen-Orient, un peu comme Bismarck lorsqu'il avait compensé les prétentions françaises sur l'Alsace-Lorraine en se servant de l'expansion en Afrique. Il s'agissait alors d'«offrir ce qui ne lui appartient pas et qu'il estime sans intérêt pour l'Allemagne».  
Déjà Benedetto Croce disait qu'il s'agissait d'une «astuce trop grossière pour devoir tomber dedans, sauf si vraiment la nécessité nous y avait poussés». De fait, Rome refuse plusieurs fois ces propositions, la première en 1877 quand Bismarck offre à Francesco Crispi en compensation de l'occupation autrichienne de la Bosnie-Herzégovine des territoires en Albanie ; mais Rome réclame toujours et seulement Trente et Trieste, qu'elle considère comme siennes par droit de nationalité. La scène se répète un ans plus tard au congrès de Berlin en juin-juillet 1878.
Désormais, une fois la Turquie alliée à Berlin et à Vienne et toute l'Afrique divisée entre les puissances européennes, plus rien ne reste à offrir à l'Italie, si ce ne sont les territoires français de Nice, la Corse ou la Tunisie et anglais de Malte, lesquels, par là même, ne sont pas en mesure de constituer des compensations mais plutôt des prises de guerre qui auraient exigé l'abandon de la neutralité. Aussi l'éventuelle négociation sur les compensations se réduit-elle aux territoires autrichiens.
Salandra organise, six jours avant l'entrée dans le conflit de la Turquie, l'intervention dans le port de Vlora. L'Albanie, en effet, est précipitée dans l'anarchie après la fuite en Italie du prince de Wied, le 3 septembre, opposé à Essad Pacha. Le prince est le premier dirigeant du nouvel état albanais indépendant seulement depuis le traité de Bucarest d'août 1913 ayant mis fin à la seconde guerre des Balkans. L'État albanais est né précisément par la volonté de l'Italie, unie pour une fois à Vienne, d'empêcher l'accès à l'Adriatique de la Serbie.
La chute du fragile souverain expose le petit état aux visées de ses voisins, principalement la Grèce et la Serbie. Salandra réagit par l'envoi à Vlora d'une « mission sanitaire » qui débarque le 23 octobre protégée par l'infanterie de marine et par une flotte qui reste dans les eaux albanaises. Le débarquement est précédé le 21 octobre de l'occupation de l'île de Saseno qui domine l'embouchure du port. En réponse à la volonté autrichienne de garantir l'indépendance du petit état, Salandra peut facilement prétendre qu'il ne s'agit pas d'une action hostile contre les intérêts des Habsbourg.

## Les accords avec la Roumanie
La dernière action du ministère San Giuliano est la signature d'un accord avec la Roumanie qui oblige les deux pays à un préavis d'au moins huit jours avant l'éventuel abandon de la neutralité. Bucarest se trouve en position identique à celle de l'Italie, pays latin, neutre mais intéressée par des territoires appartenant à l'Autriche-Hongrie, associée à Triplice depuis 1883, un an après l'Italie. Ses ambitions sont aussi potentiellement en conflit avec les revendications de la Serbie, comme il en est pour l'Italie.
Le Roumanie, toutefois, entrera en guerre du côté de la Triple-Entente seulement le 27 août 1916.

## Le renforcement du gouvernement Salandra
San Giuliano meurt le 16 octobre 1914 et son portefeuille est confié ad interim à Salandra. Il évite de prendre position en prônant l'« égoïsme sacré » (sacro egoismo) du pays.
À la fin d'octobre, Salandra organise un emprunt extraordinaire de 600 millions afin d'accélérer la préparation de l'armée et de la marine. Le ministre du Trésor Giulio Rubini, neutraliste, demande de nouveaux impôts pour compenser le budget et obtient une invitation à démissionner, ce qu'il fait le 30 octobre. Le ministre de la guerre Domenico Grandi démissionne pour désaccord avec le chef d'état-major Luigi Cadorna et il est remplacé, le 10 octobre par le général Vittorio Italico Zupelli. Le ministre de la marine Enrico Millo démissionne pour raisons de santé, et il est remplacé, le 13 juillet par le vice-amiral Leone Viale.
Tout ceci impose un remaniement du gouvernement : Sidney Sonnino devient ministre des Affaires étrangères et Paolo Carcano, ministre du Trésor. Salandra dispose désormais d'un cabinet plus disposé aux préparatifs de guerre.
Salandra est nommé le 2 novembre et il se présente devant la Camera le 3 décembre. La Chambre approuve par 433 voix pour et 49 contre, le Sénat, le 15 décembre, à l'unanimité.

## Les négociations avec l'Autriche-Hongrie
Le 11 décembre, Sonnino juge le moment venu de revoir avec le comte Berchtold, ministre des Affaires étrangères de l'Empire austro-hongrois depuis 1912, les dispositions de l'article 7 du pacte de la Triplice et le droit italien légitime à des compensations. Il demande par conséquent l'ouverture rapide de négociations. Berchtold  répond que l'avancée en Serbie ne constitue pas encore officiellement une occupation, et que seule celle-ci permettrait des négociations.
La réponse est mal accueillie à Rome ainsi qu'à Berlin qui, depuis le 16 décembre, a confié son ambassade à Rome à un homme d'importance : l'ex-chancelier von Bülow. Berlin ne compte pas sur une intervention italienne mais veut assurer le maintien de la neutralité de l'Italie en vue de préserver les importants intérêts économiques et financiers allemands dans la péninsule et la fourniture des approvisionnements alimentaires et militaires.
Berchtold, afin d'adoucir les tensions, propose vers le 20 décembre de reconnaître l'occupation italienne du Dodécanèse (datant de 1912), de rendre permanente celle de Vlora et de renoncer à toute offensive dans la Balkans. Mais il refuse toute discussion à propos du Trentin, même lors d'une proposition allemande de compenser une cession par Vienne par un morceau de la Silésie.
Sonnino achève cette série de négociations en faisant apparaitre que ces concessions sont insuffisantes et que, sans le Trentin, Rome ne se considèrera pas comme satisfaite. Les propositions autrichiennes contribuent à convaincre Salandra de remplacer la «mission médicale» à Vlora par une occupation militaire qui débarque le 29 décembre, les troupes passant de 300 marins à 6800 hommes en janvier. Mais ce que l'Italie veut, c'est le Trentin et non Tirana, et le 7 janvier Sonnino fait savoir à Vienne que l'Italie acceptera uniquement des territoires autrichiens.

## L'arrivée de von Bülow et les pressions allemandes

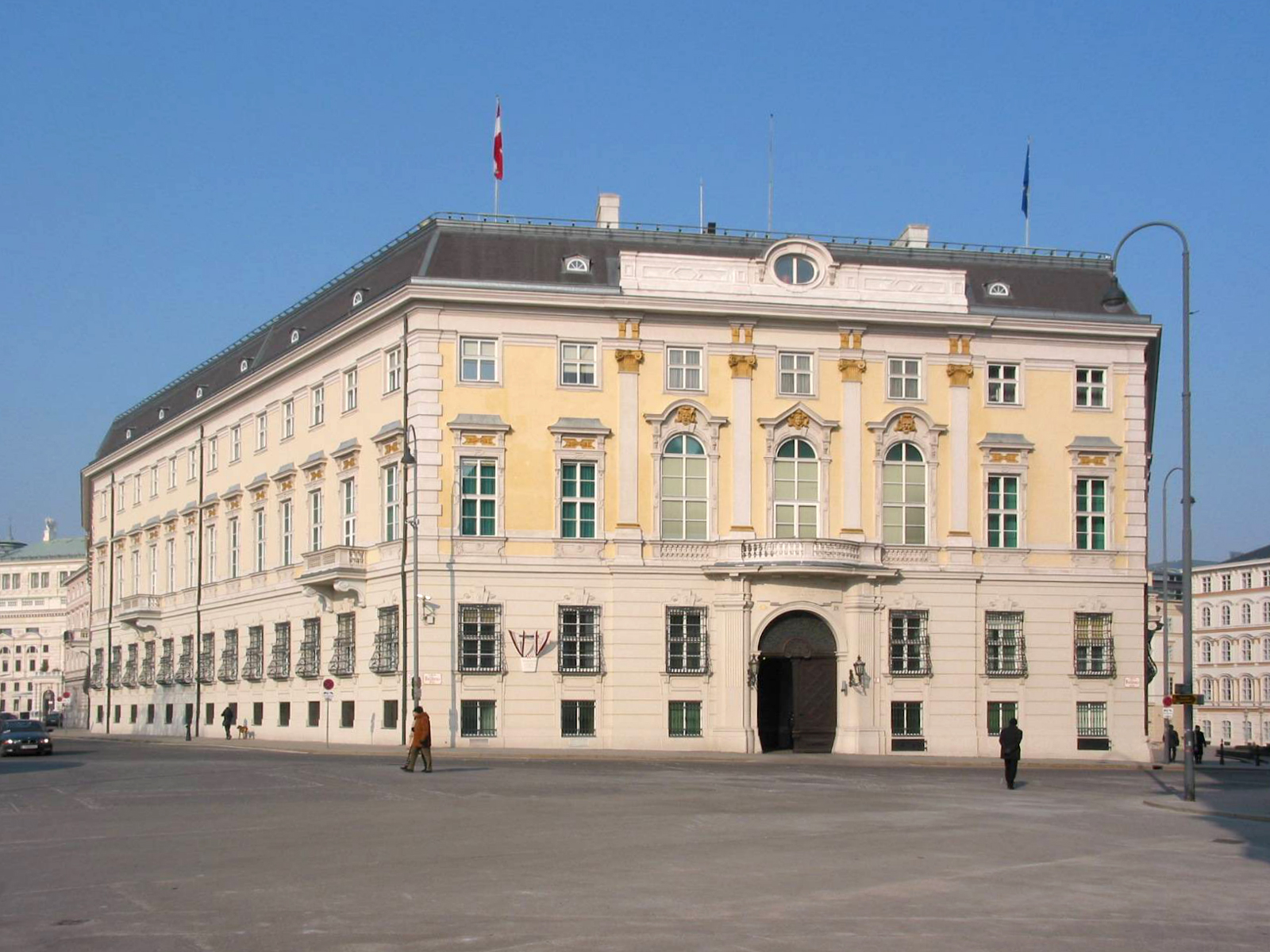
Palais de la Ballhausplatz, siège du Congrès de Vienna et aujourd'hui siège du ministère des Affaires Étrangères autrichien

Au cours de cette période, le principal interlocuteur d'Antonio Salandra et du roi est Bülow, qui est bien conscient que les aspirations de l'Italie sur Trente et Trieste sont la base indispensable de toute négociation. Il n'est pas nécessaire toutefois de toutes les satisaire: Trieste, en particulier, est non seulement le premier port de l'Autriche-Hongrie mais aussi un débouché capital pour l'Allemagne. L'ambassadeur allemand propose donc que l'Italie se contente du Trentin et demande pour Trieste « une certaine autonomie et l'augmentation de son caractère national », jugeant probable que la chose serait résolue par la création d'une université italienne ardemment souhaitée.
Von Bülow a la possibilité de présenter ses propositions à toutes les personnes requises: il rencontre Giolitti le 20 décembre, Sonnino, le 29 décembre, le Roi le 30 décembre. L'ambassadeur allemand réitère ses assurances quelques jours plus tard  lorsqu'arrive le 13 janvier 1915 du ministère des Affaires étrangères de Vienne (surnommé la Ballhausplatz) la nouvelle que Leopold Berchtold est remplacé par le hongrois Stephan Burián von Rajecz.
Von Bülow en définitive a bien fait son travail, au point que Giolitti publie dans la revue la Tribuna de Rome une lettre écrite le 24 janvier 1915 dans laquelle il déclare que « pourrait être et n'apparaitrait pas improbable que, dans les conditions actuelles de l'Europe, beaucoup puisse s'obtenir sans guerre, mais sur ceci, qui n'est pas au gouvernement ne dispose pas des éléments pour un jugement complet ».

## Le refus par l'Autriche de négociations sérieuses
Le 12 février, Rome et Vienne reprennent les négociations, mais Burian prend une position très rigide et rejette toute discussion préliminaire sur le Trentin, ce qui conduit à écarter les concessions faites par son prédécesseur concernant l'occupation italienne de Vlora et du Dodécanèse.
Tout cela affaiblit grandement la crédibilité de la position du médiateur allemand et des politiciens italiens qui soutiennent la neutralité. L'Italie était prête à concéder beaucoup de choses: Vienne aurait obtenu Belgrade, alors que Rome se serait contenté de Trente, la question des provinces à population italienne de la Marche julienne et de la Dalmatie restant en suspens. Et ce, malgré le fait que ce compromis aurait mécontenté une grande partie de la population et représenté la fin de la carrière politique de ceux qui s'y seraient impliqués.
Pour aggraver les choses, le sentiment est celui d'une volte-face autrichienne s'opposant aux propositions de Berlin soutenu par l'état major et par l'empereur en personne. La principale préoccupation de Salandra et du Roi devient soudain la crainte d'une guerre préventive de l'Autriche-Hongrie, qui dispose depuis toujours de frontières bien gardées.
Que l'état major autrichien soit anti-italien, cela est clair pour tous: le général Conrad, chef d'état-major général autrichien depuis le 18 novembre 1906, avait proposé en 1909 de profiter du tremblement de terre de Messine pour engager une « guerre préventive » qu'il jugeait facile contre l'Italie, et en décembre 1911, durant la guerre italo-turque, en raison d'une suggestion similaire, on avait du le destituer. Mais en cette année 1914 Conrad a fermement repris sa place en tant que chef d'état-major, et ces raidissements expriment les sentiments d'une grande partie de la classe politique austro-hongroise, comme le montre par ailleurs au cours de ces mois la très rigide attitude de l'empereur François-Joseph Ier. 
Une tentative extrême pour trouver un accord a lieu à partir du 8 mars 1915: le début des opérations qui aboutissent au débarquement franco-britannique à Gallipoli et la poursuite de l'avancée russe en Galicie (deux semaines plus tard, Przemyśl, la dernière forteresse autrichienne en Galicie, tombe) conduisent finalement Burian à concéder une partie de Trentin, y compris Trente, mais pas avant la fin de la guerre. Ces conditions sont clairement insuffisantes pour l'Italie.
Il s'agit, désormais et pour chaque parti, de gagner du temps.

## Le pacte de Londres
Sonnino répond aux offres provocatrices des Autrichiens par d'égales provocations: il demande en plus de l'ensemble du Trentin Trieste et le bas Isonzo.
Il se sent soutenu par l'avancée russe en Galicie, et le 4 mars 1915 l’Italie présente ses propres requêtes aux puissances de la Triple-Entente. La difficulté majeure est représentée par la demande de contrôle de la Dalmatie et le statut de Vlora, revendiquée aussi par la Serbie qui est soutenue par la Russie en raison de la solidarité slave, et par le Royaume-Uni pour des questions de contrôle maritime.  
Depuis septembre 1914, la Tripe-Alliance propose à San Giuliano Trente, Trieste (mais pas la Marche Julienne) et Vlora. Le ministre italien demandait le Trentin, la Marche Julienne, l'internationalisation de Vlora (c'est-à-dire l'autonomie de l'Albanie), le désarmement de la flotte autrichienne, une partie des possessions de la Turquie et une répartition équitable des indemnités de guerre qu'il sera possible d'obtenir à la fin du conflit.
Les discussions s'accélèrent avec le début des opérations qui aboutissent au débarquement franco-britannique à Gallipoli. Le 4 mars, l'Italie présente de nouvelles demandes à la Triple-Entente: Trente, Bolzano, Trieste et l'Isonzo, toute la Dalmatie et Vlora.
La semaine suivante, les positions italiennes sont affaiblies par la chute de Przemyśl, puis renforcées par les difficultés rencontrées au cours des opérations à Gallipoli.  
Les négociations se poursuivent rapidement, et le 16 avril un accord est conclu au sujet des gains territoriaux. L'Italie se contente de Zadar - Zara et Šibenik - Sebenico, elle renonce à Split - Spalato et Fiume, mais lui sont promis non seulement Trente, Trieste et l'Isonzo mais aussi Bolzano avec ses « frontières naturelles ». S'ajoutent Vlora et de vagues promesses sur les concessions au sud de Smyrne, en face du Dodécanèse. Le délai d'entrée en guerre est fixé à un mois après la signature de l'alliance le 26 avril à Londres, laquelle reste un secret.
En conséquence de quoi le 4 mai Sonnino informe Vienne que l'Italie dénonce l'alliance et la mobilisation générale est proclamée.

## Le nouveau gouvernement Salandra et l'entrée en guerre
Par la suite, Giolitti se rend à Rome et exprime à Salandra et au roi sa proposition de poursuivre les négociations avec Vienne et Berlin. Son principal point d'objection est constitué par l'état d'impréparation de l'armée. Le prestige de Giolitti est énorme, bien supérieur à celui de Salandra. Celui-ci présente, le 13 mai la démission du gouvernement, comptant obtenir de nouveau la charge. Victor-Emmanuel III consulte Giolitti, qui refuse, parce qu'il est finalement informé du pacte de Londres (à l'origine, même  Cadorna n'en est pas informé) mais surtout, en fin politique, pour éviter que «son arrivée fasse tomber, du moins pour le moment, la menace de guerre et que l'Autriche s'enhardisse ». 
Le Roi s'adresse par conséquent à Giuseppe Marcora, Paolo Boselli et Paolo Carcano. Tous les trois sont en faveur de l'intervention, et Carcano remplace Giulio Rubini. Mais personne n'a d'ascendant politique supérieur à celui de Salandra, et tous refusent: Salandra est re-nommé le 16 mai. Pendant ce temps, de grandes manifestations interventionniste dans les villes du nord renforcent le parti de la guerre. 
Le 23 mai la déclaration de guerre n'est présentée qu'à l'Autriche-Hongrie avec date d'effet le 24 mai.

## Les polémiques de l'après-guerre
Quatre questions principales sont débattues dans l'historiographie quant à la conduite du gouvernement Salandra durant les mois de neutralité:  
- "L'intervention comme une trahison” : dès le 24 mai 1915, François-Joseph publie une proclamation dans laquelle il parle de «trahison pour laquelle l'histoire ne connaît pas d'équivalent» ou de «nouveaux ennemis perfides». Il s'agit d'un vieux moyen de propagande autrichienne, et, plus généralement, germanique. L'accusation de trahison constamment renouvelée a certainement un effet bénéfique sur le moral des Impériaux au point qu'ils conservent jusqu'à la bataille de Vittorio Veneto un véritable mépris à l'égard de l'armée italienne. La guerre contre l'Italie, en général, est beaucoup plus populaire que la guerre contre la Russie.

- "Le mauvais moment pour entrer dans le conflit" : beaucoup de discussions portent sur l'impatience montrée par Salandra et Sonnino. Le moment de l'entrée en guerre a coïncidé en fait avec l'échec du débarquement franco-britannique à Gallipoli et une contre-offensive autrichienne réussie à Gorlice-Tarnów, les 1er et 3 mai 1915 contre la Russie, ce qui l'a obligée à quitter avant fin juin la totalité de la Galicie. À la date de la signature du pacte de Londres, le résultat était loin d'être évident comme le montrent les dernières propositions autrichiennes négociées à partir du 8 mars. De plus, Salandra ne peut être tenu pour responsable des incertitudes de la guerre.

- "L'absence de demande de colonies" : l'une des principales raisons du mécontentement à l'époque de la Conférence de paix de Versailles et largement amplifiée par la propagande fasciste au cours des dix ans qui suivent est le fait que l'Italie n'a pu bénéficier du partage des  colonies allemandes et de l'empire turc. Salandra, et surtout Sonnino, ont été accusés d'incompétence pour ne pas avoir demandé de telles compensations dès 1915. Mais les gains obtenus par le pacte de Londres auraient exclu définitivement l'Autriche-Hongrie de l'Italie, des Balkans centre-méridionaux et de la mer Adriatique, ne leur laissant que le petit port de Fiume habité par des Italiens. Il s'agit de tout ce que l'Italie a réclamé depuis 1870. Salandra a obtenu une amélioration sensible de la position stratégique italienne comparativement à ce qu'elle a été au cours des cinquante années précédentes.

- "Les manifestations pour forcer les décisions gouvernementales" : les grandes manifestations des interventionnistes auraient forcé le Parlement et sa majorité neutraliste à voter la confiance à Salandra le 16 mai 1915 et, en particulier, les crédits de guerre le 20 mai, les députés étant menacés de violence physique. Dès 1927, Benedetto Croce nous rappelle que la réalité est bien différente: la chambre des Députés et le Sénat furent convaincus de voter favorablement après avoir été informés du pacte de Londres.

### Source
- (it) Cet article est partiellement ou en totalité issu de l’article de Wikipédia en italien intitulé « Neutralità italiana (1914-1915) » (voir la liste des auteurs).